# Pseudopoda namkhan
Pseudopoda namkhan är en spindelart som beskrevs av Jäger, Pathoumthong och Vedel 2006. Pseudopoda namkhan ingår i släktet Pseudopoda och familjen jättekrabbspindlar.
Artens utbredningsområde är Laos. Inga underarter finns listade i Catalogue of Life.